# Oxalate d'ammonium
L'oxalate d'ammonium est un composé chimique aussi dénommé sel de diammonium de l'acide oxalique, de formule chimique (NH4)2C2O4 ou NH4OOCCOONH4 (formule brute C2H8N2O4).
Ce produit chimique a l'aspect d'une poudre cristalline incolore et inodore. En solution, il se dissout pour former des ions ammonium NH4+ et des ions oxalate C2O42−.
Sa masse molaire est de 124,1 grammes par mole.

## Fabrication
L'oxalate d'ammonium peut être obtenu par neutralisation chimique d'acide oxalique avec de l'ammoniac.
{\displaystyle \mathrm {(COOH)_{2}+2\ NH_{3}\longrightarrow (NH_{4})_{2}(COO)_{2}} }

## Utilisation
En laboratoire de chimie, on peut utiliser une solution d'oxalate d'ammonium comme test de reconnaissance pour identifier des ions calcium, Ca2+
- L'ion Ca2+ réagit avec l'ion C2O42− pour former un précipité d'oxalate de calcium CaC2O4(s). Ce précipité obtenu est un précipité blanc.
- L'équation de la réaction est : Ca2+ + C2O42− → CaC2O4.

L'oxalate d'ammonium est aussi utilisé pour éviter la coagulation du sang (anticoagulant).